# Лилль-Эст
Лилль-Эст (фр. Lille-Est) — упраздненный кантон во Франции, регион Нор — Па-де-Кале, департамент Нор. Входил в состав округа Лилль.
В состав кантона входили восточные районы города Лилль и ассоциированная коммуна Эллемм-Лилль.

## Политика
|  | Кандидат          | Партия                  | % голосов |
|  | ----------------- | ----------------------- | --------- |
|  | Фредерик Маршан   | Социалистическая партия | 71,40     |
|  | Жан-Реми Дюмениль | Национальный фронт      | 28,60     |

|  | Кандидат       | Партия                  | % голосов |
|  | -------------- | ----------------------- | --------- |
|  | Бернар Дерозье | Социалистическая партия | 73,17     |
|  | Филипп Бернар  | Национальный фронт      | 26,83     |